# Megacoelopsis
Megacoelopsis is een geslacht van wantsen uit de familie van de Miridae (Blindwantsen). Het geslacht werd voor het eerst wetenschappelijk beschreven door Bertil Robert Poppius in 1912.

## Soorten
Het genus bevat de volgende soorten:

- Megacoelopsis fasciatus Poppius, 1912
- Megacoelopsis nigrescens Odhiambo, 1958
- Megacoelopsis setosus Odhiambo, 1958